# N-Метилацетамид
N-Метилацетамид — органическое соединение, монометилзамещенный амид уксусной кислоты с химической формулой CH3CONHCH3. Применяется как растворитель.

## Физические и химические свойства
Температура плавления — 28 °C, кипения — 202 °C, относительная плотность {\displaystyle d_{40}^{40}} = 0,942. Растворим в воде и эфире.

## Получение
N-Метилацетамид образуется в результате реакции метиламина и уксусной кислоты.

## Применение
Используется как растворитель полимеров, в частности — полиакрилонитрила.
Применяется как модельная система для изучения пептидной связи.

## Безопасность
Потенциально опасно для репродуктивной системы.